# 834

## Догађаји
- 1. март — Луј I Побожни је враћен као једини владар Франачког царства. Након његовог поновног ступања на престо, његов најстарији син Лотар бежи у Бургоњу.
- Дански Викинзи нападају трговачко насеље Дорестад, на југоистоку провинције Утрехт (данашња Холандија).